# Сушкова, Светлана Геннадьевна
Светлана Геннадьевна Сушкова (урожд. Антонычева) (род. 23 октября 1970 года) — заслуженный мастер спорта России (подводное ориентирование).

## Карьера
Тренируется у И. Шахова. Победитель и призёр чемпионатов мира, Европы и России.
Выпускница инженерно-экономического факультета СГУПС 1993 года.